# Gerendi Anna
Gerendi Anna (? – 1596) Gerendi János és Erdélyi Katalin leánya, Rákóczi Zsigmond harmadik felesége.

## Élete
Előkelő és művelt erdélyi nemesi családból származott. Apja, Gerendi János udvarában ekkortájt otthonra találtak a reformáció szélsőséges irányzatai: ő maga előbb szombatos lett, később egy világi racionalista-ateista világnézetbe hajló felfogást tett magáévá. Innen kérte meg Gerendi Anna kezét Rákóczi Zsigmond, aki ekkor a császáriak oldalán a török elleni harcokban jeleskedett. 1592-ben házasodtak össze. Rákóczi választása családi kapcsolatokkal magyarázható: húgának, Magdolnának a második férje volt Gerendi János. Így húga mostohalányát vette el. Három gyermekük született:
- György (1593–1648), Lorántffy Zsuzsanna férje, 1630-tól haláláig Erdély fejedelme.
- Zsigmond (1595–1620), Lorántffy Mária férje, gyermektelenül halt meg.
- Pál (1596–1636), országbíró, és Sáros valamint Torna vármegye főispánja

Gerendi Anna 1596-ban halt meg. Szerencsen temették el, síremléke fennmaradt. Ezt követően Rákóczi a katolikus Thelegdy Borbálát vette el, aki jó anyja lett az félárván maradt Rákóczi-gyermekeknek.